# Mercogliano
Mercogliano is een gemeente in de Italiaanse provincie Avellino (regio Campanië) en telt 12.293 inwoners (31-12-2004). De oppervlakte bedraagt 19,8 km2, de bevolkingsdichtheid is 620 inwoners per km2.
De volgende frazioni maken deel uit van de gemeente: Montevergine, Torelli di Mercogliano, Torrette di Mercogliano.

## Demografie
Mercogliano telt ongeveer 4237 huishoudens. Het aantal inwoners steeg in de periode 1991-2001 met 21,5% volgens cijfers uit de tienjaarlijkse volkstellingen van ISTAT.
| Jaar | Inwoneraantal |
| ---- | ------------- |
| 1991 | 9675          |
| 2001 | 11.755        |

## Geografie
De gemeente ligt op ongeveer 550 meter boven zeeniveau.
Mercogliano grenst aan de volgende gemeenten: Avellino, Monteforte Irpino, Mugnano del Cardinale, Ospedaletto d'Alpinolo, Quadrelle, Summonte.